# Халас, Наоми
Наоми Халас (англ. Naomi J. Halas; род. 1957, Нью Игл, Пенсильвания) — американский учёный, специалист по нанотехнологиям и оптике, нанофотонике и плазмонике.
Профессор Университета Райса, один из его наиболее цитируемых и известных исследователей, член Национальных Академии наук (2013) и Инженерной академии (2014) США.

## Биография
Окончила с отличием La Salle College (ныне это La Salle University) (бакалавр химии magna cum laude, 1980), в 2007 году здесь она также получит степень доктора наук D.Sc. Степени магистра (1984) и доктора философии (1986) по физике получила в Колледже Брин-Мар. Являлась постдоком в Thomas J. Watson Research Center IBM (1987) и затем в Лабораториях Белла. С 1990 года преподаватель Университета Райса, куда была привлечена Ричардом Смолли, а ныне профессор, директор-основатель там лаборатории нанофотоники, также возглавляет университетские Quantum Institute и мультидисциплинарный научный Институт Смолли (Smalley Institute).
Соучредитель Nanospectra Biosciences (Хьюстон).
Являлась членом математического и физического консультативных советов Национального научного фонда, фелло по нацбезопасности министерства обороны США.
Ассоциированный редактор Nano Letters, член редакционных консультативных советов ACS Photonics, Materials Horizons, Chemical Physics Letters, Laser and Photonics Reviews.
Член Американской академии искусств и наук (2009), National Academy of Inventors, Американской ассоциации содействия развитию науки (2005), Materials Research Society, Оптического общества, Американского физического общества (фелло, 2001), International Society for Optical Engineering (2007), IEEE (2008).
Широкий интерес вызвало уже её изобретение золотых нанокристаллов в середине 1990-х, благодаря которому её указывают пионером нанофотоники.
Она также разрабатывает вопрос применения наночастиц в онкотерапии, ныне находящееся на стадии клинических испытаний.
В 2011 году Thomson Reuters включил Наоми Халас в число ста лучших химиков последнего десятилетия. В 2006 году она вошла в список «Best and Brightest» журнала Esquire.
Автор более 300 рецензированных публикаций, имеет более 15 патентов. Индекс Хирша > 100.
Замужем за Peter Nordlander, физиком-теоретиком и также профессором Университета Райса и соавтором Н. Халас (они повстречались в IBM).

## Награды и отличия
- National Science Foundation Young Investigator Award (1992)
- Изобретатель 2010 года, State Bar of Texas
- Frank Isakson Prize for Optical Effects in Solids[англ.] Американского физического общества (2014, совместно с супругом и Tony Heinz)
- Премия Вуда Оптического общества (2015, совместно с супругом)
- Премия Уиллиса Лэмба (2017)
- Weizmann Women & Science Award[англ.] (2017, совместно с Ursula Keller[англ.]*)
- Премия Юлия Эдгара Лилиенфельда Американского физического общества (2018)[8]
- ACS Award in Colloid Chemistry (2019)
- C.E.K. Mees Medal (2024)